# Lijst van vulkanen in Georgië
Dit is een lijst van vulkanen in Georgië.

## Lijst
| Naam            | Hoogte  | Regio                                | Coördinaten            |
| --------------- | ------- | ------------------------------------ | ---------------------- |
| Grote Kaukasus  |         |                                      |                        |
| Kazbek          | 5.047 m | Mtscheta-Mtianeti                    | 42° 42′ NB, 44° 31′ OL |
| Chabardzjina    | 3.142 m | Mtscheta-Mtianeti                    | 42° 34′ NB, 44° 33′ OL |
| Kabargin Oth    | 3.650 m | Zuid-Ossetië                         | 42° 32′ NB, 44° 0′ OL  |
| Tsiteli Chati   | 3.026 m | Mtscheta-Mtianeti                    | 42° 25′ NB, 44° 21′ OL |
| Kleine Kaukasus |         |                                      |                        |
| Tavkvetili      | 2.583 m | Kvemo Kartli                         | 41° 41′ NB, 43° 43′ OL |
| Sjavnabada      | 2.929 m | Samtsche-Dzjavacheti                 | 41° 38′ NB, 43° 42′ OL |
| Samsari         | 3.285 m | Kvemo Kartli en Samtsche-Dzjavacheti | 41° 32′ NB, 43° 40′ OL |
| Didi Aboeli     | 3.301 m | Samtsche-Dzjavacheti                 | 41° 26′ NB, 43° 39′ OL |
| Emlikli         | 3.054 m | Kvemo Kartli en Samtsche-Dzjavacheti | 41° 16′ NB, 43° 55′ OL |
| Leili           | 3.157 m | Kvemo Kartli en Samtsche-Dzjavacheti | 41° 9′ NB, 43° 57′ OL  |